# Майкл Седлер
Майкл Се́длер (англ. Michael Sadler; *5 липня 1954, Пенарт, графство Ґламорґан, Уельс, Велика Британія) — один з засновників та учасників канадського неопрогресивного рок-гурту Saga.

Свою діяльність розпочав як кресляр в графічній студії. Разом з Джімом Крічтоном (Jim Crichton), Стівом Неґусом (Steve Negus) і Пітером Рочоном (Peter Rochon) заснував у 1977 р. гурт The Pockets в Торонто, Канада. Ця команда виступила як предтеча квінтету Saga.
Випустив два власних соло-альбоми: «Back Where You Belong» (1998) та «Clear» (2004).
На запрошення брав участь у запису альбомів:
- «No Rest For The Wicked» — Оззі Осборн (Ozzy Osbourne), 1989
- «Goodnight L.A.» — Magnum, 1990
- «No Sweat» — No Sweat, 1990
- «Rise Up» — Боббі Кімбелл (Bobby Cimpball) - вокаліст гурту Toto, 1994
- «Classic Moody Blues Hits» — Джастін Гейворд (Justin Hayward) —  гітарист Moody Blues, 1994
- «R.U.D.Y.'S Journey» — Руді Буттас (Rudy Buttas) - гітарист німецького гурту Pur, 2002

та ін. 
Останніми помітними роботами за запрошенням є участь в запису сольних партій проектів німецького мультиінструменталіста Геннінґа Паулі (Henning Pauly): «Chain.exe» (німецький гурт Chain, 2004) та «Babysteps» (власний проект Г. Паулі, 2006). 
Майкл Седлер виконував разом з Аланом Фрю (Alan Frew) з гурту Glass Tiger офіційний гімн Чемпіонату світу з хокею у Німеччині у 2001 р. 
Вважає, що на його світогляд суттєво вплинула творчість Пітера Ґебріела та гуртів Gentle Giant, Queen і Genesis.
У 2007 р. Седлер залишив гурт Saga з приватних причин.
Наприкінці січня 2011 р. на сайті гурту Saga було офіційно проінформовано про повернення Майкла Седлера до складу Saga як основного вокаліста та фронтмена. 

## Дискографія
- Back Where You Belong (1998)
- Clear (2004)